# Aquarium (Roberto Tardito)
Aquarium è un album musicale di Roberto Tardito, pubblicato nel 2017.

## L'album
L'album, prodotto per la prima volta dal solo Tardito, contiene alcune canzoni già pubblicate tra il 2012 e il 2014, ad eccezione di Oltre la frontiera (2007). 
Tutti i brani vengono realizzati in una nuova versione più asciutta, completamente acustica.

## Tracce
Testi e musiche di Roberto Tardito.
1. Due marinai (Comme une fleur avant la saison) – 3:32
2. Ora come ora (L'artigiano del ferro lavorato) – 3:37
3. Laika – 4:04
4. La miniera – 3:39
5. Maria è nuda – 3:45
6. La ferita – 3:51 (testo: Roberto Tardito, Paolo Scantamburlo)
7. Allunga la mano – 3:11
8. Meridez – 3:39
9. Coppia con la testa piena di nuvole – 4:15
10. Oltre la frontiera – 2:53

## Formazione
- Fabrizio Barale – chitarra elettrica, lap steel guitar
- Riccardo Galardini – chitarra acustica, chitarra classica, charango, vihuela messicana
- Massimiliano Gelsi – basso elettrico
- Heiko Plank – plank guitar
- Roberto Tardito – voce, pianoforte, chitarre, percussioni, armonica, sonorizzazioni
- Vincenzo Zitello – arpa celtica, low whistle

## Produzione
- Fabrizio Barale – mix, mastering
- Supot Suebwongsa – copertina